# 水上哲也
水上 哲也（みずかみ てつや、1981年（昭和56年）3月9日- ）は、日本の建築家。水上哲也建築設計事務所一級建築士事務所を主宰する。日本建築学会作品選集新人賞をはじめSDレビュー鹿島賞など、多くの建築賞を受賞している。

## 来歴
福井県に生まれる。 2003年、東洋大学工学部建築学科を卒業し、環境デザイン・アトリエに就職する。以後、ワークステーション（2004年 -2006年）、マウントフジアーキテクツスタジオ（2009年 - 2013年）での勤務を経て、2013年に水上哲也建築設計事務所を設立した。
本業のほかに、東洋大学ライフデザイン学部人間環境デザイン学科（2014年 - ）、武蔵野美術大学造形学部建築学科（2017年 - ）や東洋大学理工学部建築学科（2023年 - ）で非常勤講師を務める。

## 作品
- 2014年 鯖江の住宅
- 2015年 柏の葉こども図書館
- 2015年 日南市油津商店街 多世代交流モール
- 2016年 Sミュージアム リニューアル(under design)
- 2017年 M温泉ホテル リニューアル(under design)
- 2017年 越前の住宅
- 2018年 流山セントラルパーク保育園
- 2019年 幕張ベイパーククロスポート
- 2019年 のだのこども園
- 2020年 E Project
- 2021年 Y Clinic
- 2021年 我孫子の二世帯住宅
- 2022年 C Hut
- 2023年 つくばみらいの住宅
- 2023年 福井の住宅

## 受賞
- 2008年 新建築社住宅設計競技2008 入選（審査員：ラファエル・モネオ）
- 2014年 多世代交流モール整備工事設計競技　最優秀賞1等
- 2016年 日本建築士会連合会作品賞 優秀賞[3]。
- 2017年 日事連建築賞 優秀賞[4]。
- 2018年 日本建築学会作品選集新人賞[5]。
- 2019年 ふくい建築賞 最優秀賞[6]。
- 2020年 日本空間デザイン賞 銅賞[7]。
- 2020年 キッズデザイン賞 2020[8]。
- 2020年 グッドデザイン賞 2020[9]。
- 2020年 AACA賞(日本建築美術工芸協会賞) 2020 優秀賞[10]。
- 2021年 日本建築家協会優秀建築選 2020-2021[11]。
- 2022年 ふくい建築賞 優秀賞[12]。
- 2022年 日本建築家協会作品選集 2021-2022[13]。

- 2023年 千葉県建築文化賞2022 優秀賞[14]。
- 2023年 中部建築賞 入賞[15]。
- 2023年 SDレビュー2023 鹿島賞[16]。